# 2013년 남자 주니어 하키 월드컵
틀:필드 하키 대회 정보
2013년 남자 주니어 하키 월드컵은 2013년 12월 6일부터 12월 15일까지 인도의 뉴 델리에서 개최되었던 10번째 대회이다.